# Riccardo Cangini
Riccardo Cangini (Genova, 12 novembre 1968) è un imprenditore e autore di videogiochi italiano, pioniere dell'industria italiana della creazione di videogiochi.

## Biografia
Iniziò a programmare nel 1983 su un Texas Instruments TI-99/4A, ma poi lo abbandonò per via delle sue limitazioni, in particolare l'impossibilità di accedere direttamente alla memoria. Nel 1985 passò a un MSX Sony Hit Bit, sul quale sviluppò tre videogiochi, riuscendo a farne pubblicare due qualche anno dopo, Pazzo e Agente RV7, come allegati alla rivista italiana MSX Computer Magazine.
Nel 1987 passò all'Amiga 1000 e, finanziandosi con piccoli lavori come disegnare vetrine per negozi, si procurò anche un digitalizzatore video DigiView usato e una telecamera B/N a circuito chiuso usata. Entro l'anno acquisì abilità nel fotoritocco e nelle animazioni digitalizzate con Deluxe Paint.
Rispondendo a un annuncio di Francesco Carlà che cercava sviluppatori per la nascente Simulmondo, inviò proprio materiale su floppy disk e cartaceo, che venne apprezzato. Ne nacque una prima collaborazione con l'azienda, che però rimase solo sulla carta.
Nel 1988 Cangini dovette partire per il servizio militare, dove conobbe un fondatore del gruppo cracker/demo Italian Bad Boys e ne entrò a far parte.
Nel 1989 partì concretamente una collaborazione con Simulmondo, sebbene da remoto, tramite telefono e floppy inviati per posta. Era per lo sviluppo dell'avventura Franci Frigo, che non venne mai completata, ma Cangini ne realizzò game design e grafica iniziali.
Ad aprile 1990 si trasferì a Bologna a lavorare in sede. A quei tempi l'organico Simulmondo in sede era di sole 5 persone, ma Cangini lo ricorda come un gruppo affiatato ed efficiente. Lui e Mario Bruscella in particolare collaborarono allo sviluppo della linea di sportivi usando gli Amiga 2000.
Curiosamente, quando diventarono dipendenti erano inquadrati come metalmeccanici, non esistendo ancora una categoria più appropriata.
Nel corso degli anni ha svolto diverse attività e ricoperto il ruolo di programmatore, designer, grafico 2D/3D, direttore di produzione presso Simulmondo.
A fine 1992 Simulmondo avviò le proprie serie di avventure da edicola, che furono un successo, ma secondo Cangini anche l'inizio del declino dell'azienda. Il lavoro divenne meno innovativo e appagante e nel 1993 molti dipendenti lasciarono l'azienda.
Cangini, con la fuoriuscita di Ivan Venturi, divenne il direttore di produzione e maturò esperienza, ma l'azienda non andava bene.
Nel 1995 nacque suo figlio e Cangini decise di ritrasferirsi a Chiavari, dando le dimissioni da Simulmondo con quasi un anno di preavviso.
Nel 1996 ha fondato la casa di produzione di videogiochi Artematica, produttrice di una serie di videogiochi venduti anche all'estero.
Lavorando dal 1991 con licenze di terze parti, tra cui Druuna, Martin Mystère, Violetta, Winx Club, Tommy & Oscar, Julia Kendall, Uomo Ragno, Totò Sapore, Pinocchio, Robin Hood, R.I.S., Riccardo Cangini è considerato un veterano nella conversione di marchi del mondo dei fumetti e dei cartoni animati in forma di videogioco, soprattutto per quanto concerne le avventure grafiche.
Fra le attività di Cangini si annoverano anche docenze e interventi a sfondo didattico laddove strettamente correlati all'insegnamento dei processi di ideazione, sviluppo e produzione di videogiochi: nel 2006 e 2007 è stato prima docente poi coordinatore del 1° Master in videogame design presso l'Istituto Europeo di Design di Roma, dal 2008 è docente presso Playmont il Festival del Multimediale e dal 2010 anche presso la Dreamerschool.
Dal 2011 al 2012 Riccardo Cangini dirige la startup Goods Games S.r.l., specializzata nello sviluppo di videogiochi per social network e mobile.
Nel 2013 Cangini ha fondato e da allora diretto Be2Bit, società di cui Artematica rappresenta il marchio del ramo videogiochi.
Lo stesso anno è stato cofondatore di IUDAV, Institute University Digital Animation & Videogames, dove è parte del comitato di coordinamento e responsabile dell'area games.

## Opere
Fra le sue realizzazioni principali si ricordano:
- I Play 3D Soccer, primo videogioco 3D Real Time del mondo e al contempo format originale per l'epoca, sviluppato nel 1990 per piattaforma Amiga assieme a Mario Bruscella[1][16].
- L'avventura grafica Druuna: Morbus Gravis, primo videogioco di Artematica di visibilità internazionale ispirato al 1º episodio della saga di Druuna creata da Paolo Eleuteri Serpieri. Druuna Morbus Gravis è stato il primo videogioco con sonoro certificato in THX.
- L'avventura grafica in 2,5D di Martin Mystère - Operazione Dorian Gray, oltre a una serie di altre avventure grafiche in 2D su Dylan Dog, Diabolik e Tex distribuite in edicola negli anni 1991-1993.[17]

Veterano nelle tecnologie 3D, oltre ai videogiochi, ha progettato e realizzato anche applicazioni custom, sistemi virtuali e televisivi come:
- Top Moment[18], il primo sistema televisivo di moviola 3D delle partite di calcio (in differita) trasmesso dal TGS di RAI1 nel 1995 e nel 1996.[15]
- per la trasmissione Solletico di RAI1 il videogioco Basket Mio 1996 e i cartoni animati interattivi di Redazione Misteri[19]
- il primo simulatore di guida didattico italiano per le autoscuole (2000)[7]
- Spike Game, mobile app (2022) coprodotta da Cangini per iOS e Android che attraverso l'intelligenza artificiale riconosce le mani dell'utente e le ricostruisce ed integra in tempo reale nel videogioco[20]

## Riconoscimenti
- Per Star2Fit: assegnato a coloro che si distinguono nel promuovere l'integrazione, la pace, i diritti umani, lo sport e la cultura digitale - Premio Internazionale  Books for peace Genova, 2024.[21]